# Arenifera
Arenifera (лат.) — род суккулентных растений семейства Аизовые (Aizoaceae), подсемейства Ruschioideae, естественно произрастающий на территории ЮАР.

## Название
Родовое латинское (научное) название Arenifera происходит от латинских слов arena, — «песок», и -fer, -fera, -ferum, — «несущий», в связи с листовой поверхностью, покрытой песком.
В отсутствие русскоязычного названия рода в авторитетных источниках, вероятным вариантом названия на русском языке будет «Аренифера».

## Ботаническое описание
Представители рода — кустарники, достигающие высоты около 150 мм и характеризующиеся плотной ветвистой структурой. Листья, расположенные у основания, слегка сросшиеся. Молодые листья зеленого цвета и гладкие, но со временем накапливают пыль и песок, становясь сизоватыми и шероховатыми. Длина листьев может достигать 25 мм, а ширина и толщина — около 5 мм. Встречаются также более короткие листья, длиной 6-15 мм и диаметром около 7 мм.
Цветки расположены в тройчатых соцветиях, причем боковые иногда развиваются медленно. Цветонос круглый, и на нем отсутствуют цветоножки. Цветки раскрываются в полдень. Лепестки расположены в два ряда, они изогнуты, линейные и имеют различные оттенки от бледно-розовых до светло-фиолетовых. У них есть незаметная центральная перевязь. Чашелистиков обычно 4 и почти равны друг другу, внутренние обладают широким перепончатым краем. Тычинки окружены стаминодиями. Пыльники и пыльца беловатые. У нектарника имеется темно-зеленое зубчатое кольцо. Завязь немного выпукла сверху и содержит париетальные плаценты. Рыльца числом 8, они длинные и шиловидные, с заметной бахромой у основания. Плоды представляют собой 8-гнездные коробочки, схожие с плодами рода Ruschia, но с крыльями на створках. Они носовидные и имеют диаметр около 8 мм. Плоды деревянные и чашевидные, с выступающими краями створок, которые образуют небольшую колонну в центре. Створки имеют поперечно-ребристую текстуру и два заметных загнутых зубца на концах. Клапаны створок большие, и их кили параллельны и широко разделяются на концах. Семена длинные, четырехугольные, слегка выпуклые и продольно мелкоребристые, имеют светло-желтовато-коричневый цвет.

## Таксономия
Arenifera A.G.J.Herre, первое упоминание в Sukkulentenkunde 2: 35. (1948).

### Виды
Согласно данным сайта WFO Plantlist на июнь 2023 года, род состоит из 2 видов:
- Arenifera kuntzei Dinter & Schwantes
- Arenifera pillansii (L.Bolus) A.G.J.Herre typus